# André Marie Charue
André Clément Marie Ghislain Charue (* 1. Juli 1898 in Jemeppe-sur-Sambre, Provinz Namur, Belgien; † 20. Dezember 1977 in Namur) war römisch-katholischer Bischof von Namur.

## Leben
André Marie Charue empfing am 15. August 1922 die Priesterweihe.
Am 12. Dezember 1941 ernannte ihn Papst Pius XII. zum 27. Bischof von Namur. Die Bischofsweihe spendete ihm Jozef-Ernest Kardinal Van Roey, Erzbischof von Mecheln, am 11. Februar des folgenden Jahres, Mitkonsekratoren waren der Bischof von Lüttich, Louis-Joseph Kerkhofs, und der Bischof von Gent, Honoré-Joseph Coppieters.
Charue nahm an allen vier Sitzungsperioden des Zweiten Vatikanischen Konzils als Konzilsvater teil und verfasste ein Konzilstagebuch. Er war von Oktober 1962 an Mitglied der Theologischen Kommission, deren zweiter Vizepräsident er vom 2. Dezember 1962 an war. Charue wirkte bei der Erarbeitung der Dokumente Dei Verbum, Lumen Gentium und Gaudium et Spes mit.
Seinem altersbedingten Rücktrittsgesuch gab Papst Paul VI. am 24. Juni 1974 statt.